# Schlitters
Schlitters is een gemeente in de Oostenrijkse deelstaat Tirol, en maakt deel uit van het district Schwaz.
Schlitters telt 1324 inwoners.
Achenkirch · 
Aschau im Zillertal · 
Brandberg · 
Bruck am Ziller · 
Buch  in Tirol · 
Eben am Achensee · 
Finkenberg · 
Fügen · 
Fügenberg · 
Gallzein · 
Gerlos · 
Gerlosberg · 
Hainzenberg · 
Hart im Zillertal · 
Hippach · 
Jenbach · 
Kaltenbach · 
Mayrhofen · 
Pill · 
Ramsau im Zillertal · 
Ried im Zillertal · 
Rohrberg · 
Schlitters · 
Schwaz · 
Schwendau · 
Stans · 
Steinberg am Rofan · 
Strass im Zillertal · 
Stumm · 
Stummerberg · 
Terfens · 
Tux · 
Uderns · 
Vomp · 
Weer · 
Weerberg · 
Wiesing · 
Zell am Ziller · 
Zellberg
- Gemeinsame Normdatei: 4527279-7
- Virtual International Authority File: 239638838